# Atanarik
Atanarik (got. Athaneiks) (umro 25. siječnja 381.) je bio vođa raznih vizigotskih plemena tijekom dva desetljeća i vizigotski kralj zadnje godine svog života, 381. Po Izidoru Seviljskom vladao je Gotima 13 godina.
Nije poznato ništa o njegovom porijeklu i ranoj karijeri. Čini se da je njegov otac stekao veliki ugled u rimskoj vojnoj službi. Po retoru Temistiju, Konstantin Veliki je podigao statuu Atanarikovog oca u Carigradu. Sam Atanarik se u izvorima prvi put spominje u ratu koji je protiv Gota naseljenih sjeverno od Dunava vodio rimski car Valens između 367. i 369. godine. Valens se u biti umiješao u sukob dvojice gotskih poglavara, Atanarika i Fritigerna koji su se pokušavali nametnuti za jedinstvenog vladara Gota. Uspio je dogovoriti potpisivanje mira s Rimljanima koji je bio povoljan za njegov narod.
Tijekom njegove kratke vladavine, Vizigoti su se međusobno sukobili zbog vjerskih pitanja. Mnogi Vizigoti prihvatili su kršćanstvo u 3. i 4. stoljeću, ali Atanarik je i dalje slijedio staru pogansku germansku religiju. Fritigern je, u znak zahvalnosti za podršku koju mu je car pružio protiv Atanarika, primio arijansko kršćanstvo, dok je Atanarik upravo zbog toga postao progonitelj kršćana.
376. godine Valens je dozvolio Fritigernovim pristalicama prelazak Dunava i naseljavanje na rimskom teritoriju, s ciljem zaustavljanja Huna koji su netom pregazili Ostrogote i potom potiskivali Vizigote dalje na zapad. Pod njihovom navalom Vizigoti su iseljeni iz Dacije. Atanarikove pristalice su bile prepuštene na milost i nemilost Hunima, ali ipak su mnogi od njih uspjeli prijeći rijeku.
Nakon velike pobjede nad Rimljanima u bitci kod Hadrijanopola 378. godine, Fritigern je zahvaljujući svojim ratnim uspjesima prihvaćen kao vladar većine Vizigota naseljenih na rimskom teritoriju. Međutim, novi istočnorimski car Teodozije I. je uspio preokrenuti ratnu sreću. Fritigern je, nagađa se, preminuo oko 380. godine i Goti su prihvatili Atanarika za svog kralja. Početkom 381. Atanarik je postao prvi strani kralj koji je posjetio novu rimsku prijestolnicu Konstantinopol. Pregovarao je s carem Teodozijem I., koji je Vizigotima ponudio status saveznika - "federata" (lat. foederati). Za razliku od ranijih vremena, barbarskim saveznicima je dozvoljeno naseljavanje na rimskom teritoriju i slanje Rimljanima vojnih odreda pod zapovjedništvom vlastitih starješina. Nakon što je 11. siječnja sklopio mir, Atanarik je umro samo nekoliko tjedana poslije - 25. siječnja. Car mu je priredio svečani pogeb u Carigradu, a sporazum je poštovan do smrti Teodozija I., 395. godine.